# 圣安德烈德梅塞
圣安德烈德梅塞（法語：Saint-André-de-Messei，法語發音：[sɛ̃.t‿ɑ̃dʁe də mɛsɛ] ⓘ，意为“梅塞的圣安德烈”）是法国奥恩省的一个市镇，属于阿让唐区。

## 地理
圣安德烈德梅塞（48°41'43"N, 0°31'18"W）面积14.99 平方千米，位于法国诺曼底大区奧恩省，该省份为法国西北部内陆省份，北起顺时针与卡爾瓦多斯省、厄尔省、厄尔-卢瓦省、萨尔特省、马耶讷省和芒什省接壤。
与圣安德烈德梅塞接壤的市镇（或旧市镇、城区）包括：梅塞、邦武、勒沙特利耶、埃沙卢、拉费里耶尔欧塞唐、赛尔拉韦尔里。

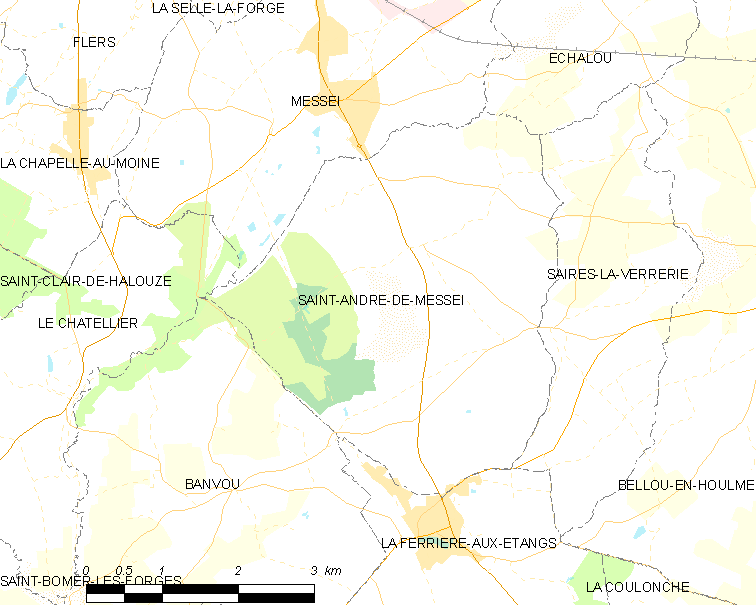
圣安德烈德梅塞的OSM定位图

圣安德烈德梅塞的时区为UTC+01:00、UTC+02:00（夏令时）。

## 行政
圣安德烈德梅塞的邮政编码为61440，INSEE市镇编码为61362。

## 政治
圣安德烈德梅塞所属的省级选区为马塞堡县。

## 人口

1962-2008年间圣安德烈德梅塞人口变化图示

圣安德烈德梅塞于2022年1月1日时的人口数量为522人。